# Vörös fonal
A vörös fonal egy védelmet nyújtó eszköz, melyet a kabbalista tanítók hoztak be a köztudatba. Kétszeres funkciója van, megvédi viselőjét mások irigy tekintetétől, valamint segít megszabadulni a saját féltékenységtől és a Gonosz Szemtől. A fonal egy vörös gyapjúszál, melyet a bal csukló körül viselnek. A kabbala tanítói szerint ez nélkülözhetetlen eszköz a testi és lelki védelem szempontjából.

## Vörös szín ereje
A vörös színnel a Bibliában is találkozhatunk a halál és a rombolás erőitől való védelemmel kapcsolatban. A vörös a spektrum legalacsonyabb rezgésszámú színe, így a kabbalában a Fény legalacsonyabb fokát, és a szélsőséges negativitást jelöli. De akkor miért a legnegatívabb színt és a legalacsonyabb frekvenciájú energiát használják a negatív erők elleni védelemként? Mert ez ugyanúgy működik, mint a modern orvostudomány vakcinái. Amikor beoltanak bennünket egy betegség ellen, akkor annak a betegségnek a legyengített kórokozóit juttatják belénk. A spirituális úton való immunissá tevés is ugyanezen az elven működik. A gyapjúszalagban lévő vörös szín a negatív energia legyengített változata, amely így immunissá tesz bennünket a Gonosz Szem negatív energiáival szemben. A Vörös Fonal hatásmechanizmusa tehát abban rejlik, hogy egyfelől képessé tesz bennünket a negatív hatások távol tartására, másfelől ezeket a negatív hatásokat át is alakítja spirituális ellentettjükké.

## A vörös fonal alkalmazása
A Vörös Fonal technikáját a kabbala bölcsei fejlesztették ki, és Izraelben jelent meg először. A bibliai ősanya, Ráhel sírját tekerték körbe egykor vörös szalaggal. Ráhelt a kabbalisták a világ ősanyjának tartják, akinek legfőbb vágya a gyermekei védelmezése volt a gonosztól. Egy anya szereteténél nincs hatalmasabb erő a világon. Így a Vörös Fonalat a Ráhel alakjához való kötődés itatja át a szeretet és a védelem erejével. Miután a hívők a sír köré tekerték a szalagot, azt darabokra vágták, és a bal csuklójukon kezdték el viselni.
A kabbala szerint minden a pozitív, vagy a negatív energiához kötődik. A féltékenység és irigység negatív energiái a szemen keresztül sugároznak ki, ebből alakult ki az ősi kifejezés, a Gonosz Szem. A Gonosz Szem az emberiség bölcsességének része.
A bal kar és a bal kéz az elfogadást képviseli, míg a jobb kar és a jobb kéz az adakozást. Ezért a negatív erők a bal oldalunkon keresztül jutnak be a testünkbe. Így a Vörös Fonal bal csuklónkon való hordásával, a negatív erőket már a belépés pillanatában fel tudjuk fogni, és át tudjuk alakítani. Fontos, hogy a fonalat egy olyan ember kösse fel a csuklónkra, akiben megbízunk, akit szeretünk, és aki viszont szeret bennünket. De még a fonal felhelyezése előtt kérjük a Fényt, hogy adjon erőt ahhoz, hogy embertársaink felé kedvességet, megbocsátást sugározzunk, tudjuk értékelni és megbecsülni, amink van, és ne legyünk féltékenyek mások javaira. A fonalat a bal csuklónkra először egy egyszerű csomóval kössük fel, majd ezt ismételjük meg hat alkalommal, amíg összesen hét csomót nem kapunk. Ezek a csomók jelentik a fehér fényt, melyet a szivárvány hét színe tartalmaz, és a hét spirituális dimenziót, mely jelen valóságunkkal van összeköttetésben. Miután felkerült csuklónkra a fonal, meg kell fogadnunk, hogy mindent megteszünk annak érdekében, hogy elkerüljük a negatív gondolatokat és pletykákat, akármennyire erős is legyen a kísértés.
Ha a Vörös Fonal magától elszakad a kezünkön, az azt jelenti, hogy megtette a dolgát. Kössünk fel egy másikat a csuklónkra, ugyanúgy, ahogy az előzőt tettük fel. Ha azonban a Vörös Fonal már pár nap elteltével leesik, nem árt megvizsgálnunk embertársainkhoz való viszonyunkat és energiáinkat.

A Vörös Fonal viselése mellett alázatosnak is kell lennünk. Ne beszéljünk sokat saját sikereinkről, mert így könnyen az irigy tekintetek célpontjává válhatunk. Ez nem azért történik, mert az emberek alapvetően gonoszak, hanem mert így működik az emberi természet a materiális világban. A sikereinkkel való hencegéskor, az örömünk nagyjából tíz percig tart, míg a Gonosz Szem hatása akár tíz napig, tíz hétig, vagy akár tíz évig is üldözhet bennünket. Tehát a saját érdekünkből kell szerénynek és visszafogottnak lennünk.

## Megvásárolható védelem?
A Vörös Fonal az 1990-es évek végén, a 2000-es évek elején került be a köztudatba, mikor olyan hírességek kezdték el viselni, mint Madonna, Demi Moore vagy Britney Spears. Akkor a vallási közösség egy kisebb csoportja tiltakozott a kabbala eszméi tömegcikké válása ellen. Ők úgy gondolták, hogy a kabbalát meg kell őrizni a spirituálisan érett hívők számára.
Már a 16. század kabbalistái megjósolták, hogy a 21. századra a vallás olyan mértékben háttérbe fog szorulni, hogy szükségessé válik a kabbala bölcsességeinek tömegek elé való feltárása. A legnagyobb kabbalista gondolkodók[pontosabban?] hasznosnak tartják, hogy a tudást minél szélesebb körben terjesszék, és minél több emberrel ismertessék meg. A bölcsességeket nem szabad elrejteni könyvtárakba és iskolákba, hanem bárki számára hozzáférhetővé kell tenni. Tehát nincs semmi rossz abban, ha olyan termékeket árulnak a boltok polcain, amik arra tanítanak bennünket, hogy legyünk toleránsak és ne legyünk féltékenyek másokra.